# Лелий, или О дружбе
«Лелий, или О дружбе» (лат. Laelius de Amicitia) — трактат о дружбе, написанный римским оратором и философом Марком Туллием Цицероном в 44 году до н. э. Посвящён самому близкому и надёжному другу Цицерона Титу Помпонию Аттику.

## Сюжет
В своём трактате Цицерон размышляет о значении дружбы через призму отношений Публия Корнелия Сципиона Эмилиана Африканского и Гая Лелия Мудрого. Речь Лелия основана на смерти его лучшего друга Сципиона, Лелий рассказывает о том, как он переживает эту потерю и объясняет, приводя примеры из личной жизни, почему эта утрата для него так тяжела. Он перечисляет те качества, которые делают человека хорошим другом, и те, что, напротив, мешают настоящей дружбе. Среди положительных он перечисляет честность, доблесть, верность, благородство, среди отрицательных — жадность, развращённость, наглость. Дружбу Лелий считает в своей жизни важнее всего, ведь она помогает переносить все невзгоды:

 Я же могу вам только посоветовать предпочитать дружбу всем делам человеческим, ведь нет ничего до такой степени свойственного человеческой природе, до такой степени подобающего как в счастье, так и в несчастье.
Лейтмотивом трактата Цицерон делает важность доблести и чести, качества, которые римские граждане почитают превыше всего, давая читателю понять, что без них дружба невозможна. 

…Эта сама доблесть порождает и удерживает дружбу, а без доблести дружба никак не может существовать.

## Стиль написания
Трактат написан в виде диалога между видными деятелями Римской республики, происходящего после смерти Сципиона Эмилиана в 129 году до н. э. В диалоге участвуют Гай Лелий и два его зятя, Гай Фанний и Квинт Муций Сцевола Авгур. Последний был наставником и учителем Цицерона, так что автор трактата мог лично слышать его размышления и воспоминания.